# Oratorio di Santa Caterina d'Alessandria (Blenio)
L'oratorio di Santa Caterina d'Alessandria è situato a Ponto Aquilesco, località nel territorio di Blenio.

## Storia
Fu edificato prima del 1471, e forse ampliato nel 1613.

## Descrizione
Sopra il portale d'ingresso è collocato un dipinto murale con l'immagine della Santa titolare.
All'interno custodisce affreschi del 1615 con iscrizioni relative ai committenti, opere di un artista locale. Gli affreschi del coro sono attribuiti alla bottega di Giovanni Battista Tarilli di Cureglia.